# Youhanna Nueir
Youhanna Nueir OFM (ur. 28 sierpnia 1914 w Fajum, zm. 13 sierpnia 1995) – egipski duchowny katolicki obrządku koptyjskiego, franciszkanin, biskup asjucki (likopolitański).

## Biografia
13 czerwca 1943 otrzymał święcenia prezbiteriatu i został kapłanem Zakonu Braci Mniejszych.
8 grudnia 1955 papież Pius XII mianował go biskupem pomocniczym eparchii luksorskiej oraz biskupem tytularnym phatanijskim. 29 stycznia 1956 przyjął sakrę biskupią z rąk koptyjskiego patriarchy Aleksandrii Marco II Khouzama. Współkonsekratorami byli biskup luksorski Isaac Ghattas oraz biskup pomocniczy patriarchatu Aleksandrii Stefan Sidarouss CM.
Jako ojciec soborowy wziął udział w soborze watykańskim II. 26 marca 1965 papież Paweł VI mianował go biskupem asjuckim (likopolitańskim). 20 marca 1990 w związku osiągnięciem wieku emerytalnego przeszedł na emeryturę.